# Frondelita
La frondelita és un mineral de la classe dels fosfats, que pertany al grup de la rockbridgeïta. Rep el seu nom en honor de Clifford Frondel (1907-2002), mineralogista nord-americà, professor de mineralogia a la Universitat Harvard, a Cambridge (Estats Units).

## Característiques
La frondelita és un fosfat de fórmula química Mn2+Fe3+
4(PO₄)₃(OH)₅. Cristal·litza en el sistema ortoròmbic. La seva duresa a l'escala de Mohs és 4,5. És un mineral isostructural amb la plimerita i la rockbridgeïta, amb la que també forma una sèrie de solució sòlida.
Segons la classificació de Nickel-Strunz, la frondelita pertany a «08.BC - Fosfats, etc. amb anions addicionals, sense H₂O, només amb cations de mida mitjana, (OH, etc.):RO₄ > 1:1 i < 2:1» juntament amb els següents minerals: angelel·lita, rockbridgeïta, plimerita i aerugita.

## Formació i jaciments
És un mineral secundari resultant de l'alteració de fosfats primaris en pegmatites granítiques complexes. Va ser descoberta a la mina Sapucaia, a la localitat de Galileia, a Minas Gerais (Brasil). Ha estat descrita en altres localitats tot i que els jaciments on s'hi troba són escassos. Als territoris de parla catalana ha estat trobada només als camps de pegmatites de Cotlliure, a la serra de l'Albera (Pirineu Oriental, Catalunya Nord).